# Grewia benguellensis
Grewia benguellensis är en malvaväxtart som beskrevs av Arthur Wallis Exell och Mendonca. Grewia benguellensis ingår i släktet Grewia och familjen malvaväxter. Inga underarter finns listade i Catalogue of Life.